# Scheibenhard
Scheibenhard là một xã trong tỉnh Bas-Rhin, thuộc vùng Grand Est của nước Pháp, có dân số là 675 người (thời điểm 1999). Xã nằm trực tiếp ngay cạnh biên giới Pháp-Đức.

## Thông tin nhân khẩu
| 1962 | 1968 | 1975 | 1982 | 1990 | 1999 |
| ---- | ---- | ---- | ---- | ---- | ---- |
| 319  | 355  | 414  | 432  | 513  | 675  |